# Въздвижение на Светия кръст (Чугунци)
„Въздвижение на Светия кръст“ (на гръцки: Ύψωσης Tιμίου Σταυρού) е възрожденска православна църква в кукушкото село Чугунци (Мегали Стерна), Гърция, част от Поленинската и Кукушка епархия. Църквата е изградена в средата на XIX век и е типичната за периода трикорабна базилика. По-късно в храма са направени значителни промени.
Църквата е обявена за исторически паметник на 27 юни 1987 година.